# Takahashi
Takahashi (高橋) là họ phổ biến thứ ba trong tên người Nhật. Những người tiêu biểu có họ này là:
- Aaron Takahashi, diễn viên người Mỹ
- Ai Takahashi (高橋 愛? sinh 1986), ca sĩ và diễn viên người Nhật
- Ai Takahashi (kickboxer) (高橋 藍? sinh 1982), võ sĩ kickboxing người Nhật
- Aki Takahashi (高橋 アキ? sinh 1944), người chơi piano cổ điển người Nhật
- Akiya Takahashi (高橋 明也? sinh 1953), lịch sử nghệ thuật người Nhật
- Akifumi Takahashi (高橋 聡文? sinh 1983), cầu thủ bóng chày người Nhật
- Ao Takahashi (高梁 碧? sinh 1979), diễn viên lồng tiếng người Nhật
- Atsushi Takahashi (高橋 篤史? sinh 1965), nhà thiên văn học người Nhật
- Ayaka Takahashi (高橋 礼華? sinh 1990), người chơi quần vợt người Nhật
- Ayuo Takahashi (sinh 1960), nhạc sĩ người Mỹ gốc Nhật
- Banmei Takahashi (高橋 伴明? sinh 1949), đạo diễn phim người Nhật
- Bo Takahashi (ボー・タカハシ? sinh 1997), cầu thủ bóng chày người Nhật gốc Brazil
- Bruna Takahashi (sinh 2000), người chơi bóng bàn người Nhật
- Chiaki Takahashi (định hướng), nhiều người
- Kitaro (tên thật: Masanori Takahashi), nhạc sĩ, nhạc công người Nhật.
- Fumiya Takahashi  (sinh 2000), diễn viên